# Ramiro Leone
Ramiro Emiliano Leone (1 de junio de 1977; Rosario, Provincia de Santa Fe, Argentina) es un exfutbolista argentino. Jugó en Tigre, San Martín de Tucumán, Rosario Central, Argentinos Juniors, entre otros.

## Trayectoria
Comenzó su carrera en Central Córdoba y rápidamente pasó a Gimnasia y Tiro. Tuvo una experiencia en Atlas mexicano aunque no disputó ningún encuentro. Volvió Gimnasia y Tiro en 1998 donde logró su primer ascenso a Primera. Jugador de gran experiencia en el ascenso pasó también por Argentinos Juniors, Nueva Chicago, El Porvenir y Chacarita.
En 2007 pasó a San Martín de Tucumán donde logró su segundo ascenso a Primera. Ya en la máxima categoría tuvo un excelente Torneo Apertura en el equipo tucumano. Durante el Torneo Clausura el nivel del equipo no fue el mejor lo que provocó el descenso.
En julio de 2009 pasó a préstamo por un año a Tigre.
En el Apertura 2010 consiguió, frente a Banfield, su primer gol con la camiseta del Matador. Su segundo gol lo marcó frente a Estudiantes de La Plata en un empate 2 a 2 disputado en el estadio de Quilmes, por el Torneo Clausura 2011.
Durante el Torneo Inicial 2013, con la llegada de Diego Cagna, vio relegada su titularidad. Sin embargo, con la llegada de Fabián Alegre y el reclamo de la gente, fue recuperando minutos. En dicho torneo, se convirtió en una de las piezas claves del Matador, donde logró convertir dos goles (1-0 frente a Colón y 2-0 frente a Rosario Central, ambos encuentros disputados en Victoria).
En 2014 acabó su contrato y se unió a All Boys.
En 2016, a pesar de las ofertas para ser DT de Tigre, sus ganas de seguir jugando al fútbol lo hicieron regresar a Central Córdoba, club que lo vio nacer, para disputar el torneo de Primera C.

## Clubes
| Club                  | País      | Año         |
| --------------------- | --------- | ----------- |
| Central Córdoba       | Argentina | 1994 - 1995 |
| Rosario Central       | Argentina | 1995 - 1996 |
| Gimnasia y Tiro       | Argentina | 1996 - 1997 |
| Atlas                 | México    | 1997        |
| Gimnasia y Tiro       | Argentina | 1998 - 2000 |
| Central Córdoba       | Argentina | 2000 - 2001 |
| Gimnasia y Tiro       | Argentina | 2001 - 2002 |
| Argentinos Juniors    | Argentina | 2002 - 2004 |
| Nueva Chicago         | Argentina | 2004 - 2005 |
| Club El Porvenir      | Argentina | 2005 - 2006 |
| Chacarita Juniors     | Argentina | 2006 - 2007 |
| San Martín de Tucumán | Argentina | 2007 - 2009 |
| Tigre                 | Argentina | 2009 - 2014 |
| All Boys              | Argentina | 2014 - 2015 |
| Central Córdoba       | Argentina | 2016        |

## Palmarés
| Campeonato                 | Club                     | País      | Año  |
| -------------------------- | ------------------------ | --------- | ---- |
| Ascenso a Primera División | Gimnasia y Tiro de Salta | Argentina | 1998 |
| Ascenso a Primera División | San Martín de Tucumán    | Argentina | 2008 |